# 松木幹一郎
松木幹一郎（日语：／ Matsuki Kanitiro，1872年3月10日—1939年6月14日），日本松山縣桑村郡河原津村（今愛媛縣西條市河原津）人，臺灣電力株式會社社長。

## 生平
1911年，松木幹一郎就任東京市電氣局（今東京都交通局）第一任局長。1923年，松木幹一郎就任帝都復興院副總裁。1929年（昭和5年），日本帝國國會通過對台灣日月潭工程再興案，派松木幹一郎為台灣電力株式會社社長、新井榮吉為建設部長、石井林次郎為建設所長、官口竹雄為電氣顧問、後藤曠二為主任技師等人負責執行。

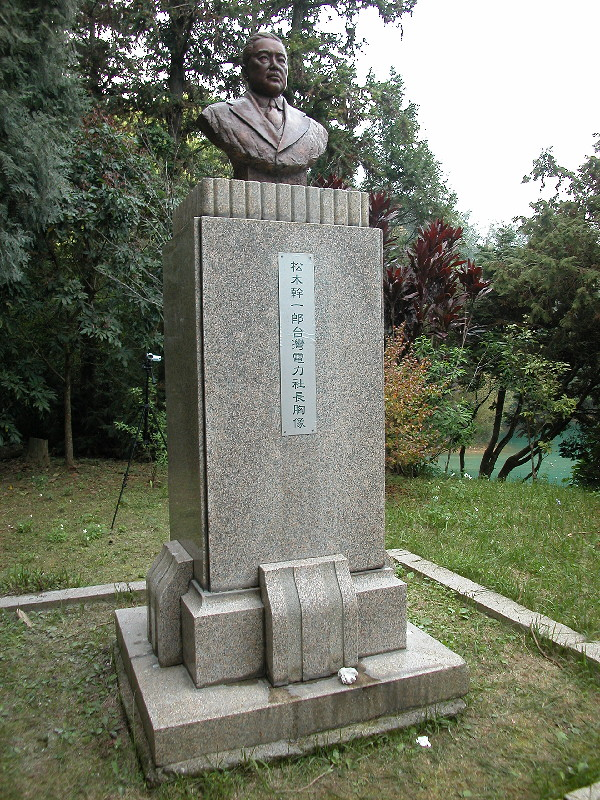
日月潭台電社長松木幹一郎胸像，2010年奇美許文龍先生捐贈重塑

1930年1月12日松木幹一郎就任台灣電力株式會社社長，1934年10月完成日月潭第一發電所，1937年8月陸續完成日月潭第二發電所，並著手於北部火力發電所、霧社水力發電計劃，提出十年開發水力發電三十萬瓩計劃。日月潭水庫總發電量14萬3500瓩，是當時亞洲第一、世界第七大發電所。松木在台電任職期間，大力採用台灣本島人士如朱江淮、柯文德等人。
1939年（昭和14年）6月14日，松木病逝，同年六月，北部火力發電所竣工。同年，台灣工業生產比重已上升為28.22%，開始超越農業的24.97%；當時任主任技師的後藤曠二於松木去世後曾寫《松木幹一郎》一書，台電遂於日月潭第一發電所進水口處豎立胸像以茲記念；惟此金屬胸像於1943年大東亞戰爭末期，被日本人拆除融化做戰爭材料之用，僅留基座。
2009年，台電退休工程師林炳炎，因自力研究台電史，發願重塑松木幹一郎社長胸像。2010年在奇美創辦人許文龍先生的部分資助下，2010年3月8日，新胸像重回67年空置的基座。

## 外部連結
- 銅像社長：松木幹一郎 （页面存档备份，存于）
- 松木幹一郎社長胸像座 （页面存档备份，存于）
- 松木幹一郎台灣電力社長重塑胸像安裝 （页面存档备份，存于）
- TWIMI | 獨立媒體: 松木幹一郎-台灣電力社長胸像除幕式
- 松木幹一郎台灣電力社長重塑胸像除幕式 （页面存档备份，存于）